# إليزابيث كوبر
إليزابيث كوبر هي عالمة الإنسان كندية، ولدت في 1952.

## وصلات خارجية
- الموقع الرسمي